# Wade Point
Der Wade Point ist ein 915 m hohes Felsenkap an der Rymill-Küste des Palmerlands auf der Antarktischen Halbinsel. Es markiert das westliche Ende eines Bergkamms zwischen dem Millett-Gletscher und dem Bertram-Gletscher und trennt die Mündungen beider Gletscher in den George-VI-Sund.
Erstmals vermessen wurde das Kap 1936 bei der British Graham Land Expedition (1934–1937) unter der Leitung des australischen Polarforschers John Rymill. Rymill benannte es 1954 nach Muriel H. Wade, Sekretärin der Expedition.